# 김옥랑
김옥랑은 대한민국의 예술관련단체인이다.

## 생애
1971년 전처와 2남2녀를 두었으나 아내가 사별한 사업가 승상배와 결혼해 막내아들 승현준을 얻었다.
동숭아트센터 대표이자 단국대학교 교수를 맡던 도중, 명문중학교와 고등학교, 국내 대학 졸업 학력을 사칭하고, 다른 학교의 고졸 학위는 있었으나 비인가 대학인 퍼시픽웨스턴 대학교 학력으로 성균관대학교 대학원 석박사 자격을 취득한 사실이 발각되었다. 이로 인해 다수의 민형사 재판에 연루된 결과, 학위는 취소되었으나 형사소송에서 무죄를 선고받았다. 교수직에서도 짤렸다.
이후 학사 학위를 제대로 받은 뒤 국민대학교 행정대학원에서 2017년 석사학위를 받고, 2019년 상명대학교 박사학위를 받았다. 2023년 7월 7일 서울예술단 대표로 임명됐다.